# Glaucidium hardyi
Glaucidium hardyi là một loài chim trong họ Strigidae.